# Соломенка (Могилёвская область)
Соло́менка (бел. Саломенка) — деревня в составе Сычковского сельсовета Бобруйского района Могилёвской области Республики Беларусь.

## Население
- 1999 год — 47 человек
- 2010 год — 42 человека